# 千葉市立さつきが丘西小学校
千葉市立さつきが丘西小学校（ちばしりつ さつきがおかにししょうがっこう）は、千葉県千葉市花見川区さつきが丘にある公立小学校。1982年（昭和57年）には学級数24、児童数951名となった。2011年現在12学級、児童数241名。
千葉大学の学生らが参加する千葉アートネットワーク・プロジェクト（WiCAN）により、アートの視点を取り入れたランチルームの改装がなされている。

## 沿革
- 1972年4月 - 開校
- 2001年 - 学童農園推進事業の指定を受け米づくりへの取り組みを開始[3]。
- 2010年3月9日、メリーチョコレートカムパニーの主催により、和太鼓奏者の井上良平、井上公平による双子ユニット「AUN」の桜植樹ライブが行われ、ソメイヨシノが植えられた[4]。

## 学校周辺
- 花見川 - 学校から10分位のところにあり、河川学習や総合的な学習の時間に用いられている[5]。
- 犢橋貝塚